# 巴卜
巴卜(阿拉伯語： / 拉丁字母转写: al-Bāb)是敘利亞的城鎮，法理上属于阿勒頗省行政范围。2016年12月起，该城市受到亲土耳其的武装分子控制，成为土耳其占领的叙利亚北部地区的一部分。巴卜市距離首府阿勒頗约40公里，面積30平方公里，海拔高度471米，2007年人口144,705，大多數居民信奉遜尼派伊斯蘭教。

## 地名
巴卜在阿拉伯语中意为“门”，阿拉伯地理学家雅古特·哈迈维在1226年写道，巴卜（Bāb）是巴卜比扎阿（Bāb Bizāʻah）的简写，意为通向比扎阿之门，比扎阿是位于巴卜以东约10公里的一座城镇。
1. ↑  . Syrian Central Bureau of Statistics.   [2024-01-24]. （原始内容存档于2017-05-16） （阿拉伯语）. Also available in English: UN OCHA. . Humanitarian Data Exchange.   [2024-01-24]. （原始内容存档于2018-02-03）.